# کوه یونگ بلار

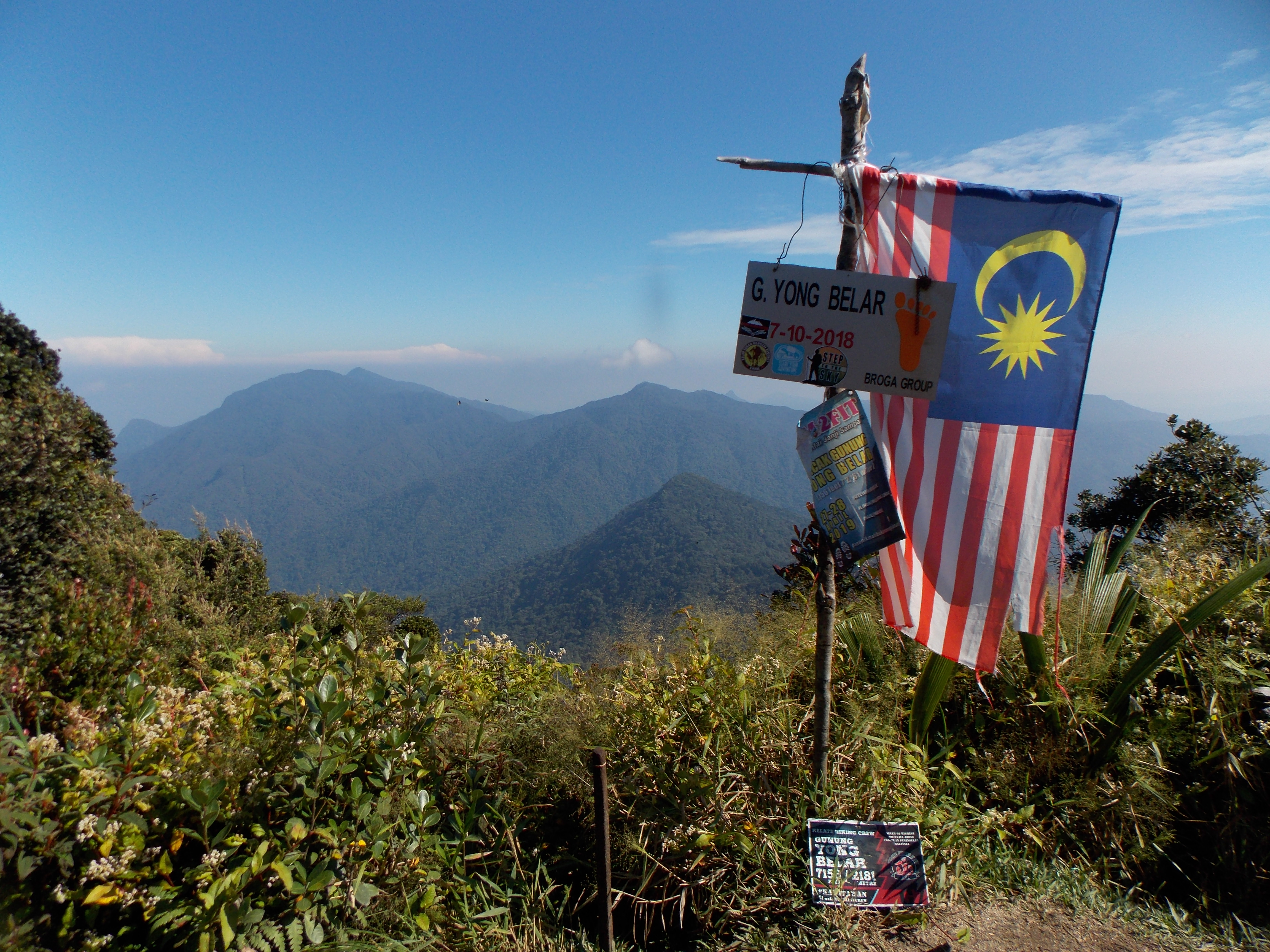
کوه یونگ بلار

کوه یونگ بلار (به لاتین: Mount Yong Belar) یک کوه در مالزی است که در کلانتان واقع شده‌است. کوه یونگ بلار ۲٬۱۸۱ متر بالاتر از سطح دریا واقع شده‌است.